# 海托吉 (阿拉巴馬州)
海托吉（英語：Hightogy）是一個位於美國阿拉巴馬州拉馬爾縣的非建制地區。該地的面積和人口皆未知。

## 地理
海托吉的座標為33°41′42″N 88°05′41″W / 33.69500°N 88.09472°W，而該地的平均海拔高度為145米（即476英尺）。